# Philippe Delerm

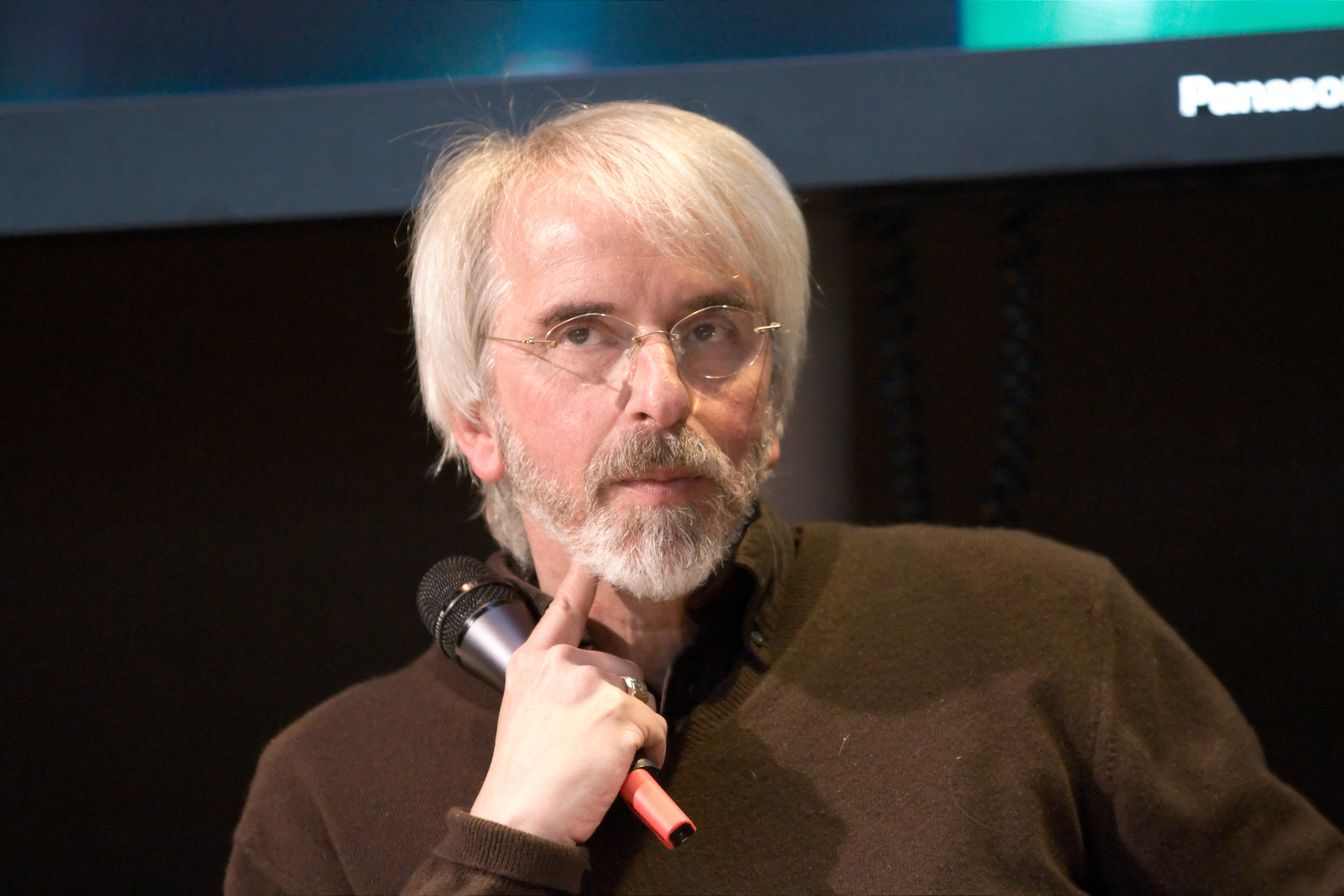
Philippe Derlem

Philippe Delerm és un escriptor francès nascut el 27 de novembre de 1950 a Auvers-sur-Oise (Val-d'Oise). És autor de diversos reculls de poemes en prosa dels quals La Première Gorgée de bière et autres plaisirs minuscules (El primer glop de cervesa i altres plaers minúsculs) (1997) ha conegut un èxit immens.

## Biografia
Fill de professors; va començar a treballar com a professor de literatura al collège Marie Curie de Bernay. Des de 1976 comença a trametre les obres a diverses cases editorials, però haurà d'esperar a 1983 per veure una de les seves obres finalment publicada (es tracta de l'obra La cinquena estació (La Cinquième saison). El 1997 el seu llibre de relats La première gorgée de bière et autres plaisirs minuscules obté el premi Grangousier i permet a Delerm començar a ser conegut pel gran públic. És pare del cantautor Vincent Delerm.

## Obra
- 1983. La Cinquième Saison.
- 1986. Le Bonheur.
- 1987. Rouen, Seyssel, Champ Vallon.
- 1988. Autumn.
- 1989. La Fille du Bouscat.
- 1994. Mister Mouse ou La Métaphysique du terrier.
- 1994. Surtout, ne rien faire.
- 1995. En pleine lucarne.
- 1995. L'Envol.
- 1996. Sortilège au muséum.
- 1996. Sundborn ou les Jours de lumière
- 1997. La Première Gorgée de bière et autres plaisirs minuscules
- 1997. La Malédiction des ruines.
- 1998. Panier de fruits.
- 1998. Elle s'appelait Marine.
- 1998. Le Miroir de ma mère. (en col·laboració amb Marthe Delerm).
- 1998. Il avait plu tout le dimanche.
- 1999. Les chemins nous inventent
- 1999. Le Portique
- 2000. Un été pour mémoire.
- 2001. La Sieste assassinée.
- 2001. C'est toujours bien.
- 2001. Fragiles.
- 2001. Les Amoureux de l'Hôtel de Ville.
- 2001. C'est bien.
- 2002. Le Buveur de temps.
- 2002. Les glaces du Chimborazo.
- 2002. Paris l'instant.
- 2003. Enregistrements pirates.
- 2005. Dickens, barbe à papa et autres nourritures délectables.
- 2005. La Bulle de Tiepolo.
- 2005. Ce Voyage.
- 2006. Maintenant, foutez-moi la paix!
- 2006. À Garonne.
- 2007. La Tranchée d'Arenberg et autres voluptés sportives.
- 2008. Traces.
- 2008. Ma grand-mère avait les mêmes.
- 2009. Quelque chose en lui
- 2011. Le trottoir au soleil.

## Traduccions al català
- El primer glop de cervesa i altres plaers minúsculs (1999). Traducció de Jordi Llavina.
- Que bé (1999). Traducció de Laura Escorihuela.
- Diumenge va ploure tot el dia (2000). Traducció de Marta Marfany.
- La migdiada assassina (2001). Traducció de Marta Marfany.
- Xut a porta (2004). Traducció de Josep Sempere.